# Пицків Роман Ігорович
Рома́н І́горович Пи́цків (нар. 1 лютого 1983, смт Вигода, Долинський район, Івано-Франківська область) — командир батальйону патрульної служби міліції особливого призначення (БПСМОП) МВС України «Чернігів», прапорщик міліції. В часи Євромайдану — був бійцем 14-ї сотні Самооборони Майдану «Вільні Люди». Кандидат у народні депутати України від партії «Народний фронт».

## Діяльність
Брав участь в протестах на Майдані з кінця листопаду 2013 року.
Є вихідцем з 14-ї сотні «Вільні Люди», яка брала участь у захисту барикади на вулиці Інститутській у Києві; ройовий, заступник сотника, сотник.
У квітні 2014 року в структурі Управління МВС України в Чернігівській області було оголошено про створення батальйону патрульної служби міліції особливого призначення у структурі міліції громадської безпеки.
Заступник Міністра внутрішніх справ України Микола Величкович запропонував Роману Пицківу узяти участь у створенні в Україні міліції нового типу — добровольчих спецпідрозділів охорони громадського порядку. Пицків одним із перших записався до складу патрульної служби міліції особливого призначення (ПСМОП), покликавши із собою чимало своїх майданівських побратимів, які склали кістяк спецбатальйону МВС «Чернігів». Головними завданнями новоствореного спецпідрозділу МВС стали охорона громадського порядку на Чернігівщині, а також захист територіальної цілісності держави та робота проти диверсійних груп.
Як згадує Пицків: «Саме створення батальйону було нелегким. Я отримав завдання зібрати людей. Була вказівка від Андрія Парубія організовувати людей з Самооборони, я взяв хлопців з Майдану, тих, хто не пішов в Нацгвардію. Ми приїхали в Чернігів, там дали приміщення стареньке і почали навчання процес. Я і мій зам готували людям їсти, 30 людям. Потім вже, коли люди дізналися чим ми будемо займатися — пішли спонсорські внески, допомога», — розповів він в ефірі Еспресо TV. В інтерв'ю Пицків пояснив, що «до міліції пішов, бо це чи не єдиний вихід для тих, хто хоче боронити Україну»..

## Участь в АТО на Донбасі
У зоні Антитерористичної операції на Донбасі (АТО) Роман Пицків і спецпризначенці БПСМОП «Чернігів» перебували майже три місяці починаючи з червня 2014. Вони брали участь у міліцейських операціях в Кремінній, Рубіжному, Сєвєродонецьку, Лисичанську, Ольхове та смт. Станиця Луганська. Підлеглі Пицківа охороняли блокпости, патрулювали вулиці звільнених міст, контролювали рух транспорту і допомагали мирним жителям під час евакуації.
Комбат розповідав пресі, що місцеве населення дуже боялося: «Був цікавий нюанс — наскільки люди бояться сепаратистів. Оскільки висів прапор ЛНР на центральній площі [Лисичанська], ми попросили МНС, щоб підвезли драбину і ми зняли прапор — вони злякалися, бо думали, що коли ми поїдемо — ЛНР повернеться і їм за це „помститься“. Ось так людей залякали», — наголосив Пицків в ефірі Еспресо TV.

## Політична діяльність
У серпні 2014 року разом із іншими провідними командирами добровольчих спецпідрозділів МВС України (командир полку «Азов» — Андрій Білецький, батальйону «Дніпро-1» — Юрій Береза, батальйону «Київ-1» — Євген Дейдей, батальйону «Артемівськ» — Костянтин Матейченко, та інші) увійшов до складу Військової ради партії «Народний фронт» — спеціального органу, покликаного розробити пропозиції щодо зміцнення системи оборони країни.
Роман Пицків також увійшов до списку кандидатів у народні депутати від партії «Народний фронт» по 205-му мажоритарному виборчому округу, Деснянський район та частина Новозаводського району міста Чернігова,. 7 жовтня на прес-конференції Пицків повідомив, що він уклав умову про співпрацю з кандидатом від політичної партії «Демократичний альянс» Ігорем Андрійченко, бійцем 13-го Батальйону територіальної оборони ЗСУ «Чернігів-1» Чернігівської області.
На питання, як він планує працювати у Верховній Раді, Пицків відповів так: «Ні для кого не секрет, що у кожного депутата є своя команда, — консультантів, активівстів, юристів. Скажу чесно всім, і це для мене важливо — я не збираюся писати закони сам, ми, командири, йдемо туди зробити одну корисну річ — скасувати кнопкодавство і нехлюйство, коли приймаються незрозумілі народу рішення, і він змушений виходити на вулиці».
В ході голосування у одномандатному окрузі № 205 на позачергових виборах народних депутатів України 26 жовтня 2014 року отримав 7,69% голосів і зайняв четверте місце.

## ДТП біля с. Лемеші
11 вересня 2014 року Роман Пицків потрапив в аварію поблизу села Лемеші Козелецького району Чернігівської області. Автомобіль марки «Land Rover», за кермом якого був Пицків, з'їхав на обочину і зіткнувся з деревом. Пицків з важкими травмами був перевезений в Чернігівську обласну лікарню. У пресі було повідомлено, що «Land Rover» «передав для батальйону „Чернігів“ народний депутат Владислав Атрошенко».